# Stazione di Wanstead Park
La stazione di Wanstead Park è una stazione ferroviaria della linea Gospel Oak-Barking, situata nel quartiere di Forest Gate (nel borgo londinese di Newham).

## Storia
La stazione fu aperta il 9 luglio 1894, sulla Tottenham and Forest Gate Railway, una linea ferroviaria che andava da South Tottenham fino a Wanstead Park (in seguito prolungata fino a Woodgrange Park).
Malgrado il nome, la stazione non si trova nel quartiere di Wanstead, ma in quello di Forest Gate, e non è vicino a Wanstead Park (che è un parco nel borgo di Redbridge).
Wanstead Park originariamente aveva, come tutte le stazioni da Blackhorse Road in poi in direzione est, tettoie in legno che coprivano le piattaforme. Fu la prima stazione della linea nella quale queste vennero demolite, nel 1970. La biglietteria, costruita sotto una delle arcate del viadotto, fu rimpiazzata da una cabina prefabbricata portatile, ma anche questa fu eliminata dopo un incendio verso la fine degli anni ottanta, quando la stazione divenne non presidiata da personale di servizio.
Originariamente le ampie scale coperte si trovavano dal lato della stazione verso Barking, ma verso la fine degli anni novanta nuove scale furono costruite all'altra estremità, con accesso da Woodgrange Road.
La stazione di Wanstead Park è passata sotto la gestione di London Overground, insieme al resto della ferrovia Gospel Oak-Barking, nel novembre 2007.
Dal 6 giugno 2016 al 27 febbraio 2017 la linea è rimasta chiusa nel tratto a est di South Tottenham, inclusa la stazione di Wanstead Park, per i lavori di elettrificazione della linea. È stato fornito un servizio temporaneo di autobus sostitutivi per la durata dei lavori.

## Strutture e impianti
La stazione ha due piattaforme, una per i treni in direzione ovest verso Gospel Oak e una per i treni in direzione est verso Barking. Non c'è una biglietteria, ma solo macchine emettitrici automatiche. La stazione dispone di un parcheggio coperto per biciclette e personale in servizio durante le ore di funzionamento. Le piattaforme non sono accessibili a passeggeri con disabilità.
Si trova nella Travelcard Zone 3.

## Movimento
La stazione è servita dalla linea Suffragette della London Overground, erogata da Arriva Rail London per conto di Transport for London.

## Interscambi
La stazione consente l'interscambio con la stazione di Forest Gate, della Great Eastern Main Line, servita dai servizi dell'Elizabeth Line. La distanza tra le due stazioni è di 350 metri.
Nelle vicinanze della stazione effettuano fermata alcune linee automobilistiche, gestite da London Buses.
- Stazione ferroviaria (Forest Gate, Elizabeth Line)
- Fermata autobus

## Galleria d'immagini

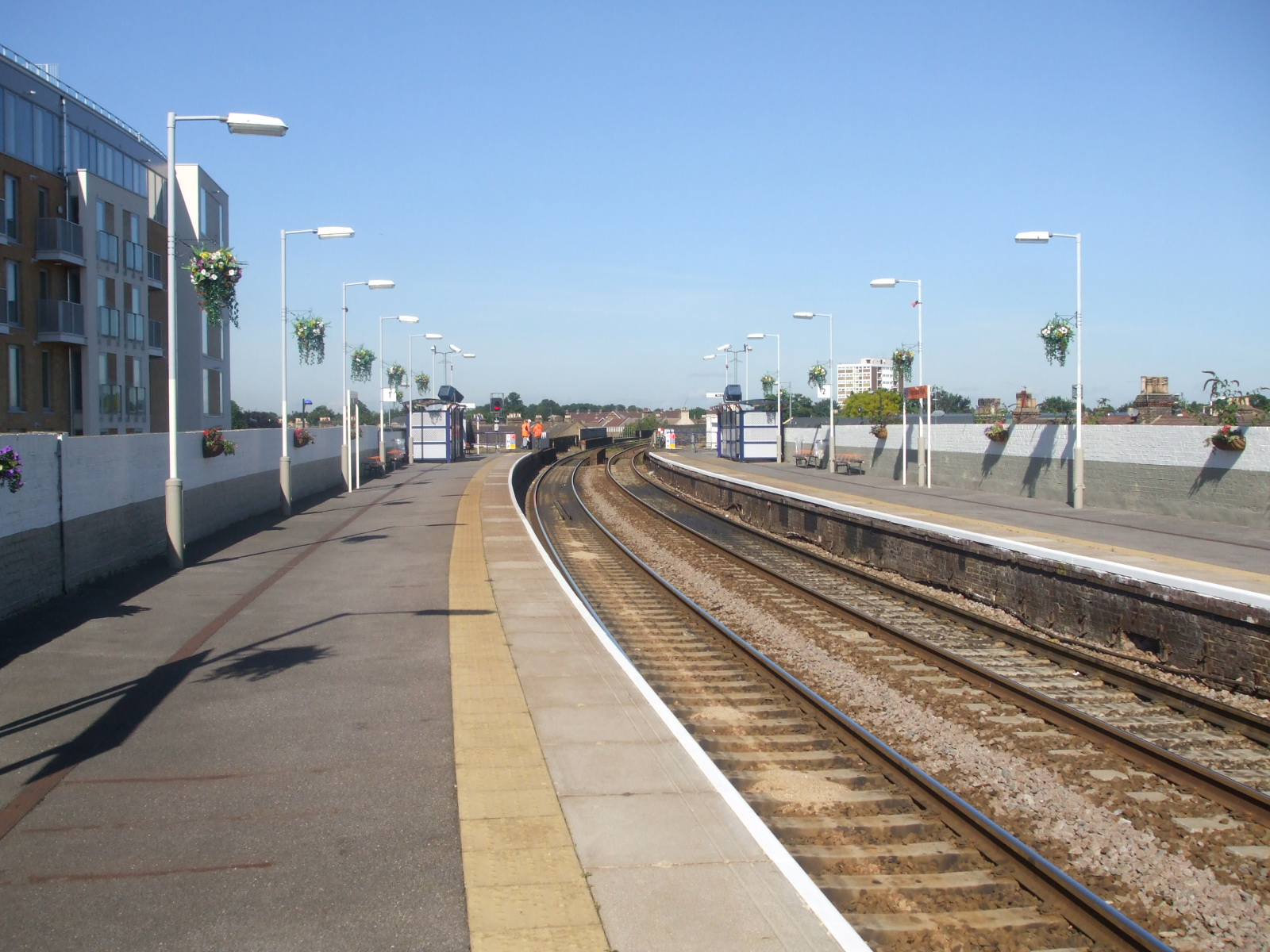
Piattaforme in direzione ovest
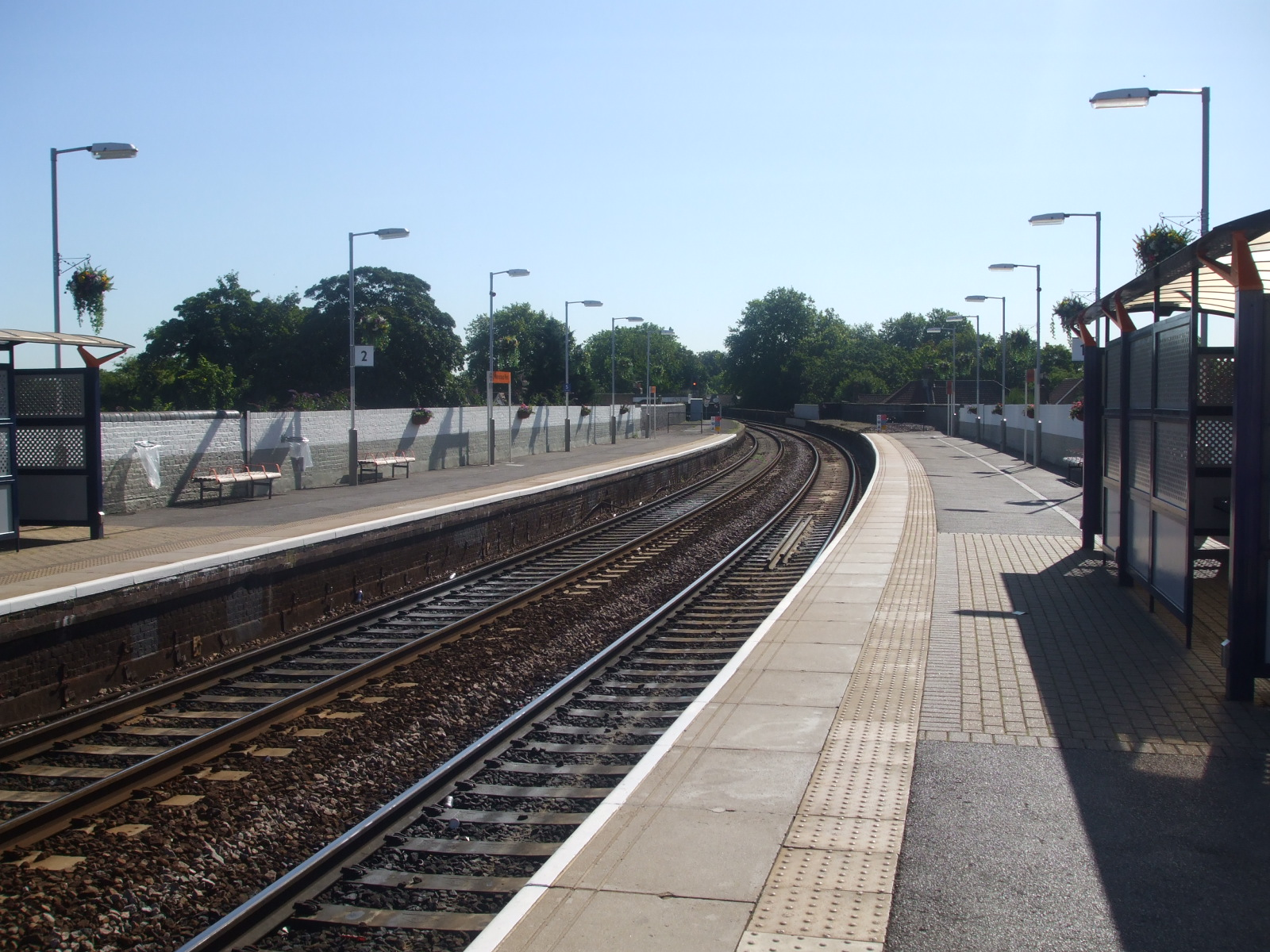
Piattaforme in direzione est
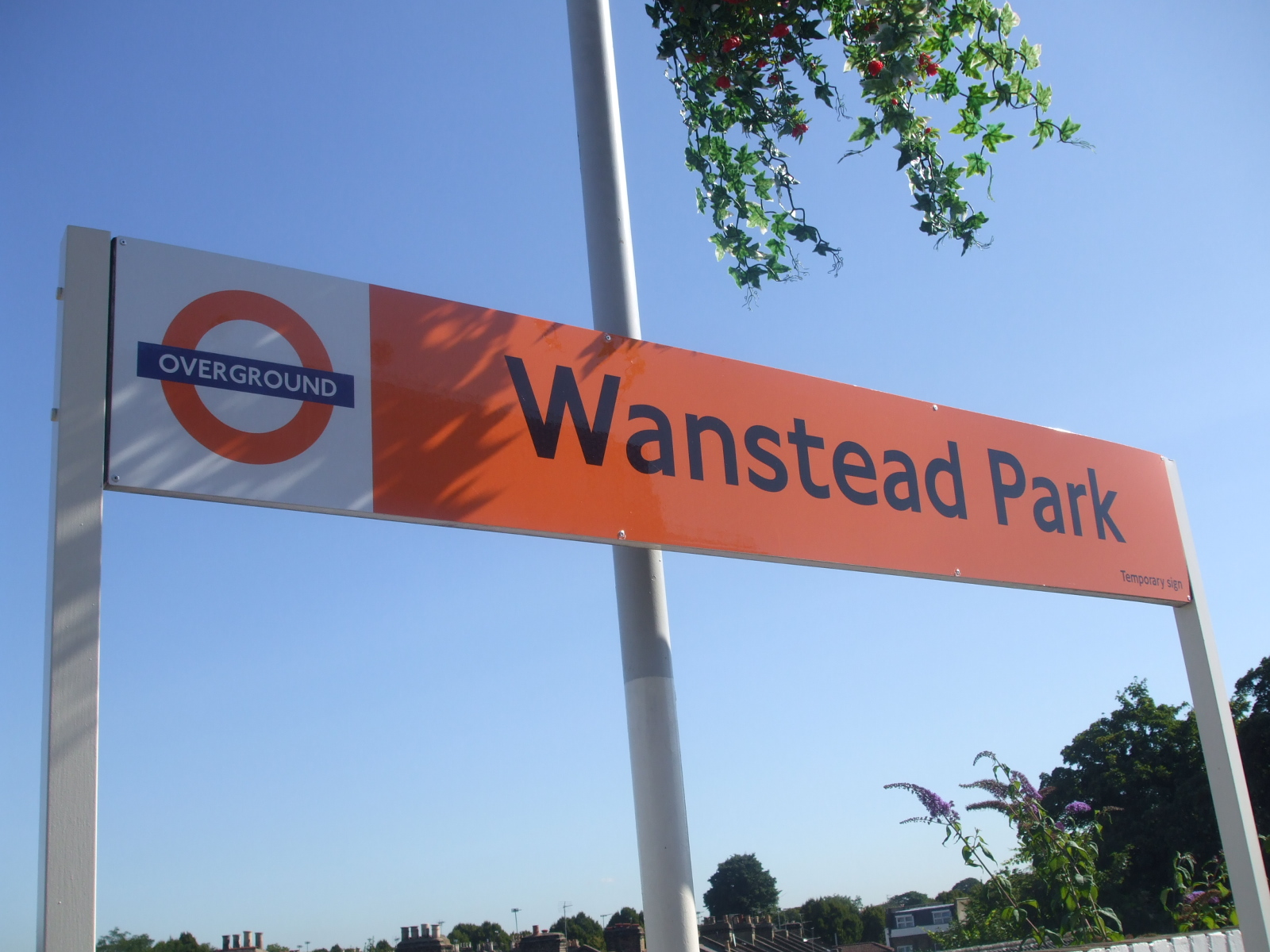
Segnaletica temporanea (agosto 2008)